# Theatre of Pain
| Recensione | Giudizio |
| ---------- | -------- |
| AllMusic   |          |

Theatre of Pain è il terzo album in studio del gruppo musicale statunitense Mötley Crüe, pubblicato il 21 giugno 1985 dalla Elektra Records.

## Il disco
Il disco è uscito poco dopo il rilascio di Vince Neil per omicidio colposo legato alla morte del batterista degli Hanoi Rocks, Razzle Dingley, ed ha segnato il cambiamento di stile musicale e di look della band rispetto a Shout at the Devil, passando dal tradizionale heavy metal all'hair metal. L'album è dedicato proprio alla memoria di Nicholas "Razzle" Dingley, che rimase ucciso nell'incidente d'auto in cui fu arrestato Vince Neil.
Fu il primo successo da top 10 per il gruppo e raggiunse il sesto posto della Billboard 200. L'album contiene i singoli Smokin' in the Boys Room (cover dei Brownsville Station) e Home Sweet Home, considerata una delle più grandi power ballad di tutti i tempi. La traccia Save Our Souls  è stata inserita nella colonna sonora del film Dèmoni diretto da Lamberto Bava e prodotto da Dario Argento.

## Tracce
1. City Boy Blues – 4:10 (Nikki Sixx, Mick Mars, Vince Neil)
2. Smokin' in the Boys Room (cover dei Brownsville Station) – 3:27 (Cub Koda, Mike Lutz)
3. Louder Than Hell – 2:32 (Sixx)
4. Keep Your Eye on the Money – 4:39 (Sixx)
5. Home Sweet Home – 3:59 (Sixx, Neil, Tommy Lee)
6. Tonight (We Need a Lover) – 3:37 (Sixx, Neil)
7. Use It or Lose It – 2:38 (Sixx, Mars, Neil, Lee)
8. Save Our Souls – 4:13 (Sixx, Neil)
9. Raise Your Hands to Rock – 2:48 (Sixx)
10. Fight for Your Rights – 3:50 (Sixx, Mars)

### Tracce bonus edizione rimasterizzata (2003)
1. Home Sweet Home (demo) – 4:23 (Sixx, Neil, Lee)
2. Smokin' in the Boys Room (alternate guitar solo-rough mix) – 3:34 (Koda, Lutz)
3. City Boy Blues (demo) – 4:28 (Sixx, Mars, Neil)
4. Home Sweet Home (instrumental rough mix) – 2:57 (Sixx, Neil, Lee)
5. Keep Your Eye on the Money (demo) – 3:48 (Sixx)
6. Tommy's Drum Piece from Cherokee Studios – 3:15

## Formazione

### Gruppo
- Vince Neil – voce, armonica a bocca
- Mick Mars – chitarra, slide guitar
- Nikki Sixx – basso, sintetizzatore
- Tommy Lee – batteria, pianoforte

### Altri musicisti
- Jai Winding – tastiere
- Max Carl – cori
- John Batdorf – cori

### Produzione
- Tom Werman – produzione
- Duane Baron – ingegneria del suono, missaggio
- David Willardson – direzione artistica

## Classifiche
| Classifica (1985) | Posizione massima |
| ----------------- | ----------------- |
| Stati Uniti       | 6                 |